# Daijirō Katō

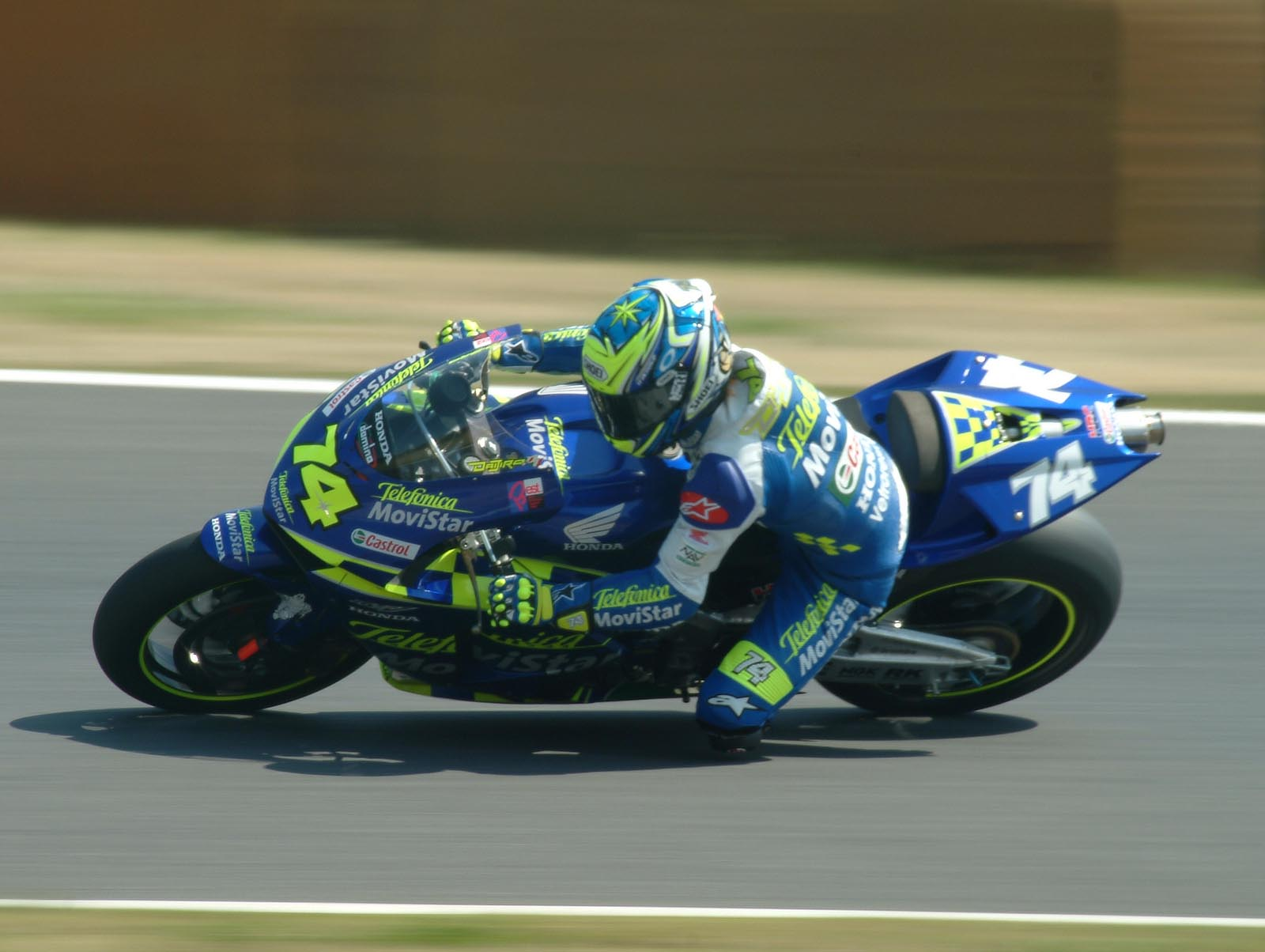
Katō auf Honda beim Großen Preis von Japan 2003

Daijirō Katō (japanisch 加藤 大治郎, Katō Daijirō; * 4. Juli 1976 in Urawa (heute: Saitama), Präfektur Saitama; † 20. April 2003 in Yokkaichi, Präfektur Mie) war ein japanischer Motorradrennfahrer.

## Karriere
Daijirō Katōs Karriere begann bereits im Alter von drei Jahren auf einem Pocket Bike. Er bestritt mit fünf Jahren sein erstes Rennen. 1996, 1997 und 1998 absolvierte er – jeweils beim Großen Preis von Japan in Suzuka – Wildcard-Einsätze in der 250-cm³-Klasse der Motorrad-Weltmeisterschaft; dabei gewann er zwei Rennen und erreichte einen dritten Platz. 1999 wurde Katōs hinter dem Yamaha-Piloten Naoki Matsudo Meisterschafts-Zweiter in der Viertelliterklasse der All Japan Road Race Championship.
2000 wurde Katō auf einer Honda im Gresini-Team Stammfahrer in der 250-cm³-Weltmeisterschaft und erreichte mit vier Grand-Prix-Siegen (Suzuka, Estoril, Rio de Janeiro und Motegi) Rang drei im Gesamtklassement. Er hatte dabei bis zum letzten Rennen Titelchancen und musste sich in der Gesamtwertung schließlich nur den beiden Tech-3-Yamaha-Fahrern Olivier Jacque und Shin’ya Nakano geschlagen geben.
In der Saison 2001 dominierte Katō auf Honda NSR 250 im Gresini-Team, das als Telefonica MoviStar Honda firmierte, die 250-cm³-Klasse. Er erreichte elf Siege, acht Pole-Positions sowie neun schnellsten Rennrunden in 16 Rennen und wurde mit 49 Zählern Vorsprung auf den Aprilia-Werksfahrer Tetsuya Harada überlegen Weltmeister.
Zur Saison 2002 stieg er Katō mit dem Gresini-Team in die MotoGP-Klasse auf, deren technisches Reglement Viertakter mit bis zu 990 cm³ Hubraum vorsah und übergangsweise noch die althergebrachten 500-cm³-Zweitakter erlaubte. Katō startete die Saison auf einem nunmehr unterlegenen NSR-500-Zweitakter und wurde beim dritten Saisonlauf, dem Großen Preis von Spanien in Jerez damit Zweiter hinter Valentino Rossi auf Viertakt-Honda. Nach der Sommerpause erhielt Gresini ab dem Großen Preis von Tschechien ebenfalls konkurrenzfähigere RC211V-Viertakter von Honda. Katō wurde in Brünn auf Anhieb hinter Max Biaggi (Yamaha YZR-M1) Zweiter und schloss die Saison als Siebenter der Gesamtwertung ab, was ihm den Titel „Rookie of the Year“ einbrachte.
In der Saison 2003 erhielt das Gresini-Team von Honda ab Saisonbeginn zwei RC211V-Viertakter. Katōs Teamkollege bei Telefonica MoviStar Honda wurde der Spanier Sete Gibernau, der vom Suzuki-Werksteam gewechselt war. Beim Auftaktrennen am 6. April 2003 in Suzuka stürzte Daijirō Katō in der dritten Rennrunde bei der Anfahrt zur Schikane Casio Triangle vor der Start- und Zielgeraden. Die Maschine schleuderte bei rund 190 km/h scharf nach links in eine rund einen Meter neben der Strecke stehende Betonmauer. Katō wurde schwer verletzt und mit geborstenem Helm zurück auf die Strecke katapultiert und konnte von Streckenposten rechtzeitig vor dem Eintreffen der nachfolgenden Fahrer geborgen werden. Er wurde komatös ins Streckenhospital eingeliefert und später ins Zentralkrankenhaus von Yokkaichi verbracht, wo er rund 13 Tage später, in der Nacht zum 20. April 2003, starb ohne noch einmal Bewusstsein erlangt zu haben.
Daijirō Katō hinterließ neben seiner Frau zwei Kinder – einen Sohn und eine zum Zeitpunkt seines Todes wenige Wochen alte Tochter. Er liegt in Shibuya begraben.
Über die Unfallursache gibt es keine eindeutige Darstellung; je nach Quelle wird von einem Fahrfehler (zu spätes Bremsen nach dem schnellen Linksknick 130R) oder einem mechanischen Defekt gesprochen. Die Strecke wurde nach diesem Unfall nicht mehr für Motorrad-WM-Rennen genutzt.
Im Oktober 2003 wurde Kato in die MotoGP Hall of Fame aufgenommen. Seine Startnummer 74 wird seither nicht mehr vergeben. Seit dem Unglück finden in Suzuka keine Motorrad-Grand-Prix-Rennen mehr statt.

## Sportliche Erfolge
| Jahr | Erfolge |
| ---- | --- |
| 1994 | - All Japan Road Race Championship: 7. Platz erster Sieg |
| 1995 | - All Japan Road Race Championship: 5. Platz auf Honda NSR 250 (2 Siege) |
| 1996 | - 250-cm³-WM: 3. Platz Wildcard-Einsatz in Suzuka - All Japan Road Race Championship: 2. Platz auf Honda NSR 250 (5 Siege) |
| 1997 | - 250-cm³-WM: 1. Platz Wildcard-Einsatz in Suzuka - All Japan Road Race Championship: 1. Platz auf Honda NSR 250 (8 Siege) |
| 1998 | - 250-cm³-WM: 1. Platz Wildcard-Einsatz in Suzuka - All Japan Road Race Championship: 8. Platz auf Honda NSR 250 |
| 1999 | - All Japan Road Race Championship: 2. Platz auf Honda NSR 250 (5 Siege) |
| 2000 | - 8-Stunden-Rennen von Suzuka: Sieger mit Tōru Ukawa auf Honda VTR1000SPW - 250-cm³-WM: 3. Platz auf Honda NSR 250, 259 Punkte (4 Siege, 9 Podiums, 3 Pole Positionen, 1 schnellste Rennrunde) - 250-cm³-WM: Rookie of the Year |
| 2001 | - 250-cm³-WM: 1. Platz auf Honda NSR 250, 322 Punkte (11 Siege, 13 Podiums, 6 Pole Positionen, 9 schnellste Rennrunden) |
| 2002 | - 8-Stunden-Rennen von Suzuka: Sieger mit Colin Edwards auf Honda VTR1000SPW - MotoGP-Klasse: 7. Platz auf Honda NSR 500, 117 Punkte (2 Podiums, 1 Pole Positionen, 1 schnellste Rennrunde) - MotoGP-Klasse: Rookie of the Year |
| 2003 | - Aufnahme in die MotoGP Hall of Fame |